# Aprosdocetos
Aprosdocetos is een geslacht van vlinders van de familie tandvlinders (Notodontidae), uit de onderfamilie Notodontinae.

## Soorten
- A. descarpentrianum (Viette, 1954)
- A. inexpectata (Rothschild, 1917)